# Jungfer (Schiffbau)

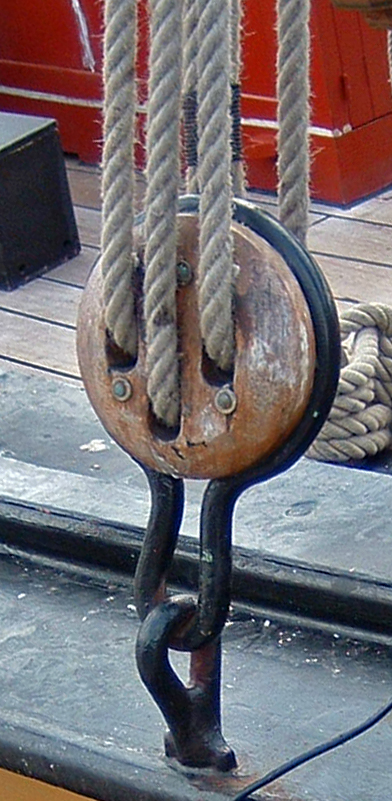
Untere Jungfer mit Talje zum Durchholen der Wanten

Als Jungfer oder Juffer wird in der Schifffahrt eine mehr oder weniger runde, manchmal auch halbrunde massive Holzscheibe mit drei oder mehr Löchern zum Scheren eines Taljenreeps (Seil eines Flaschenzugs) bezeichnet. Sie werden paarweise eingesetzt und wirken wie ein Block (Flasche), wodurch sich Masten auf traditionellen Segelschiffen straff abspannen ließen.

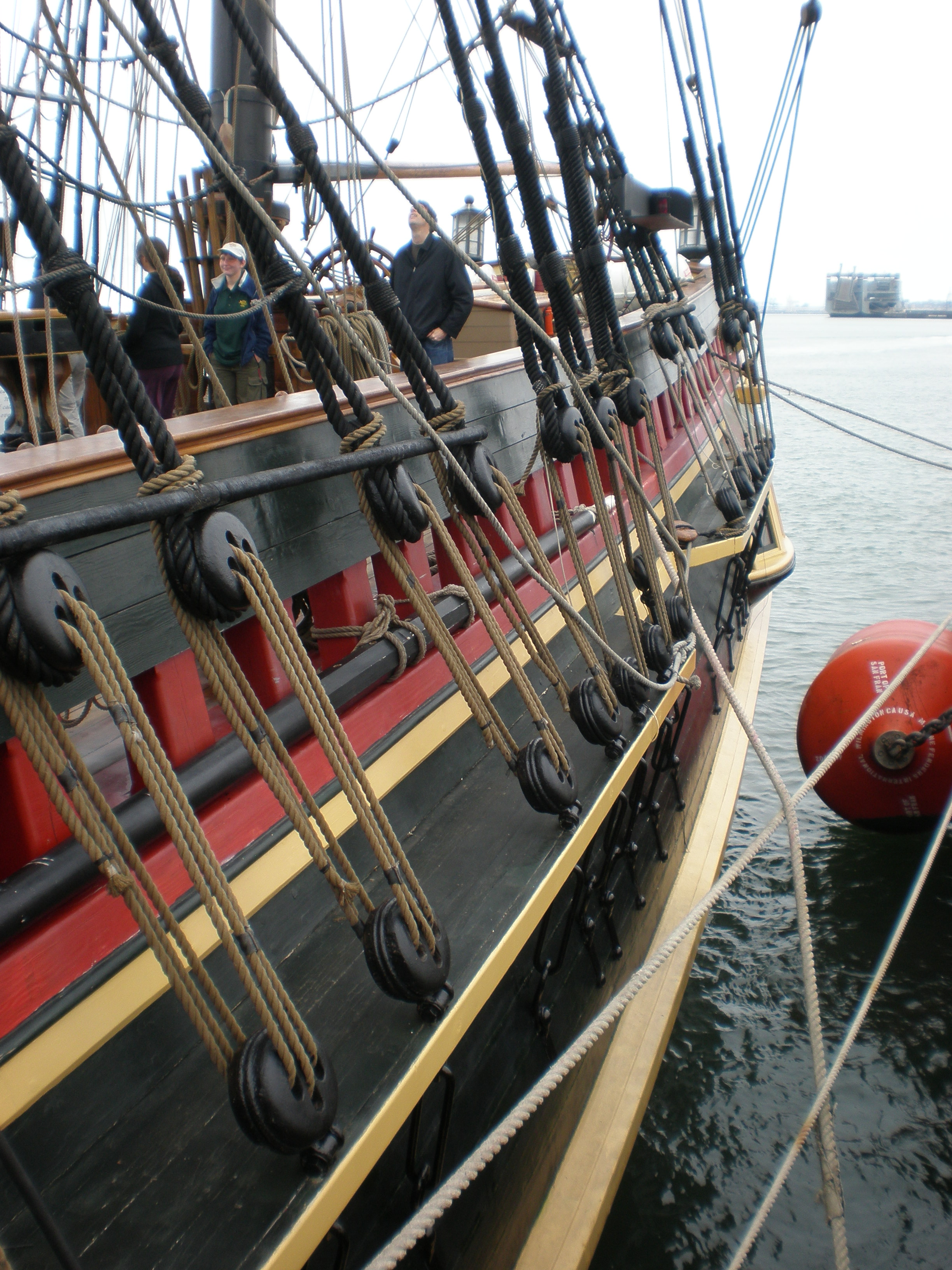
Jungfern auf der Bounty (Schiff, 1960)

Zur Herstellung der Scheibe wurde traditionell Eisenholz wie das widerstandsfähige Pockholz verwendet.
Jungfern wurden früher auf Segelschiffen zum Festsetzen der Wanten und Stage gebraucht; auf traditionellen Schiffen sind sie bis heute im Einsatz. Auf modernen Segelschiffen wurden sie mit der Weiterentwicklung der Technik durch metallene Spannschlösser ersetzt.

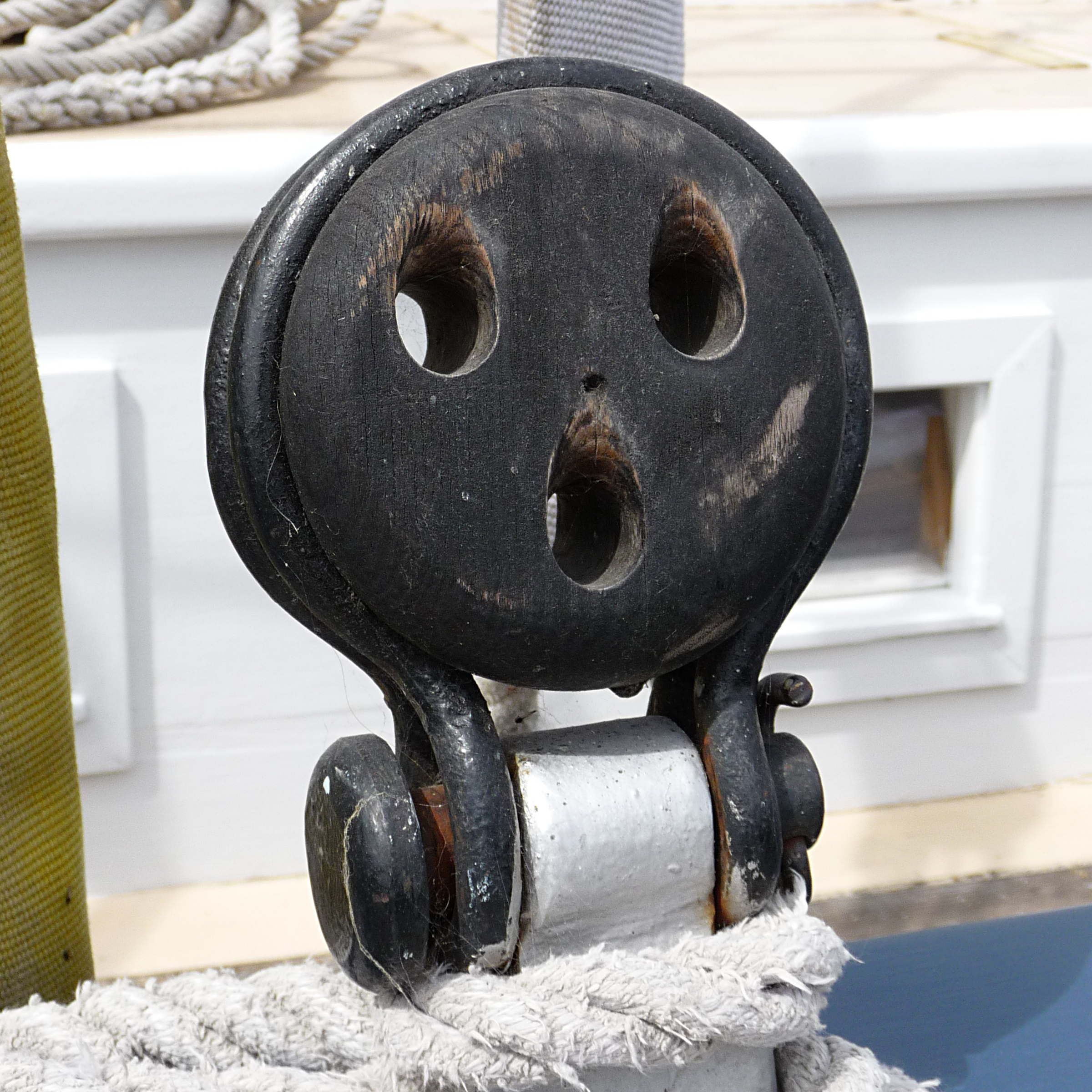
Rüsteisenjungfer vor der Belegung mit einer Talje

Unterschieden wird zwischen Wantjungfern bzw. Oberen Jungfern, die oben liegen und mit dem Stag und Want verbunden sind, sowie den Rüsteisenjungfern bzw. Unteren Jungfern, die am Schiffsrumpf, oft am Schanzkleid befestigt sind.